# Der Tag, der die Welt veränderte
Der Tag, der die Welt veränderte (Verweistitel in der DDR Das Attentat von Sarajevo, Originaltitel Atentat u Sarajevu) ist ein internationaler Spielfilm des Regisseurs Veljko Bulajić aus dem Jahr 1975. Er behandelt die Vorbereitung und Durchführung des Attentats von Sarajevo am 28. Juni 1914, bei dem der österreichische Thronfolger Franz Ferdinand von Österreich-Este und seine Frau Sophie Gräfin Chotek ermordet worden sind – was zum Ersten Weltkrieg führte. Das Erzherzogpaar wird von Christopher Plummer und Florinda Bolkan gespielt, Maximilian Schell ist in einer tragenden Rolle besetzt.

## Handlung
Erzherzog Franz Ferdinand von Österreich-Este ist ein nüchterner Mann, der seine Macht klar kalkulierend einsetzt und einen erheblichen Einfluss auf die Staatsgeschäfte ausübt. Der deutsche Botschafter Heinrich von Tschirschky drückte das mit den Worten aus: „Die Hand des Erzherzogs war überall“. Der autokratische Herrscher hat nicht nur Freunde. Er lebt in Rivalität zu seinem jüngeren Bruder, dem schönen Otto und hat zudem zu kämpfen, nicht einer Tuberkuloseerkrankung zu erliegen. Auch um seine Liebe zu der nicht ebenbürtigen Gräfin Sophie Chotek muss er kämpfen, ebenso wie um den Thron. Seine Ehe mit Sophie führte zu Unstimmigkeiten mit seinem Onkel, Kaiser Franz Joseph.
Um den Anarchisten Djuro Šarac, einen ehemaligen bosnischen Untergrundkämpfer, hat sich zu dieser Zeit eine revolutionäre Gruppe gebildet, die entschlossen ist, der Monarchie einen Schlag zu versetzen. Sie alle gehören der Organisation „Mlada Bosna“ an. In einer geheimen Verschwörung beschließen die serbischen Terroristen im Frühsommer 1914, den Erzherzog Franz Ferdinand, der Thronfolger von Österreich-Ungarn ist, zu ermorden. Sie versprechen sich davon einen nationalen Aufstand gegen die langjährige österreichische Herrschaft. Da Franz Ferdinand und seine Gattin in Kürze Sarajevo besuchen werden, will man dort zuschlagen. Šarac schult die jungen Männer, bringt ihnen den Umgang mit Waffen bei und erklärt ihnen den genauen Ablauf des Attentats. Die Männer, die unmittelbar in das Attentat involviert sind, fahren von Belgrad aus über zahlreiche Umwege nach Sarajevo, wo sie von ihren Verbindungsleuten erwartet werden. Nur wenig später trifft auch Djuro Šarac in Sarajevo ein und stößt zu den Männern. Als die serbische Polizei von dem geplanten Anschlag erfährt verbietet sie die Durchführung mit dem Argument, dass dies unabsehbare Folgen nach sich ziehen könne. Die potentiellen Attentäter werden zwar nachdenklich, jedoch lassen sich nicht alle davon beeindrucken, einer der jungen Leute will es auf eigene Faust versuchen.
Šarac, der festgenommen worden ist, wird im Gefängnis gefoltert und erliegt später seinen dabei erlittenen Verletzungen. Aber schon seine Verhaftung führt dazu, dass die Gruppe wieder näher zusammenrückt und nun das geplante Attentat doch durchführen will. Am 28. Juni 1914 sind die Attentäter auf ihren Plätzen verteilt, als der Erzherzog zusammen mit seiner Frau im offenen Wagen durch die Stadt fährt. Zwar verfehlt eine Bombe, die in Richtung des vorbeifahrenden Thronfolgerpaares geworfen wird, glücklicherweise ihr Ziel. Die Wagenkolonne begeht jedoch den Fehler, die Fahrt fortzusetzen. Als man schon den Rückweg angetreten hat, gelingt es dem Attentäter Gavrilo Princip auf Franz Ferdinand und seine Frau Sophie aus nächster Nähe zu schießen. Die Erzherzogin erliegt noch vor Ort ihren schweren Verletzungen, auch das Leben des Erzherzogs kann nicht gerettet werden.
Bis auf wenige Ausnahmen kamen alle an diesem Anschlag Beteiligten kurz darauf zu Tode.

## Produktion

### Produktionsnotizen, Drehorte
Produziert wurde der Film von CFRZ in Belgrad, vom Filmové Studio Barrandov in Prag, von Jadran Film, Zagreb und von Kinema Sarajevo.
Die Filmaufnahmen entstanden in Sarajevo, der Hauptstadt der damaligen jugoslawischen Teilrepublik Bosnien und Herzegowina, sowie im restlichen Jugoslawien. Die Filmmusik stammt von Semizova Kafana und verwendet Verses from the poem, geschrieben von Rajko Petrov-Nogo.

### Synchronisation
- Hans Putz, deutsche Stimme von Christopher Plummer als Erzherzog Franz Ferdinand
- Eva Kinsky, deutsche Stimme von Florinda Bolkan als Erzherzogin Sophie
- Hans-Michael Rehberg, deutsche Stimme von Maximilian Schell als Djuro Šarac
- Jürgen Clausen, deutsche Stimme von Irfan Mensur als Gavrilo Princip
- Eduard Linkers, deutsche Stimme von Otomar Korbelář als Kaiser Franz Joseph I.
- Wolf Rahtjen, deutsche Stimme von Hannjo Hasse als Kaiser Wilhelm II.
- Wolfgang Büttner, deutsche Stimme von Wilhelm Koch-Hogge als Franz Conrad
- Jaromír Borek und Kurt Jaggberg deutsche Stimmen als Geheimpolizisten[1]

In der Deutschen Demokratischen Republik wurde die Synchronisation vom DEFA-Studio übernommen mit den Sprechern: Maria Alexander, Horst Hiemer, Walter Niklaus, Eugen Schaub, Frank Schenk, Elvira Schuster, Joachim Siebenschuh, Ursula Staack, Lothar Tarelkin und anderen. Da viele internationale Stars mitwirkten, wurde der Film in englischer Sprache gedreht.

## Historie

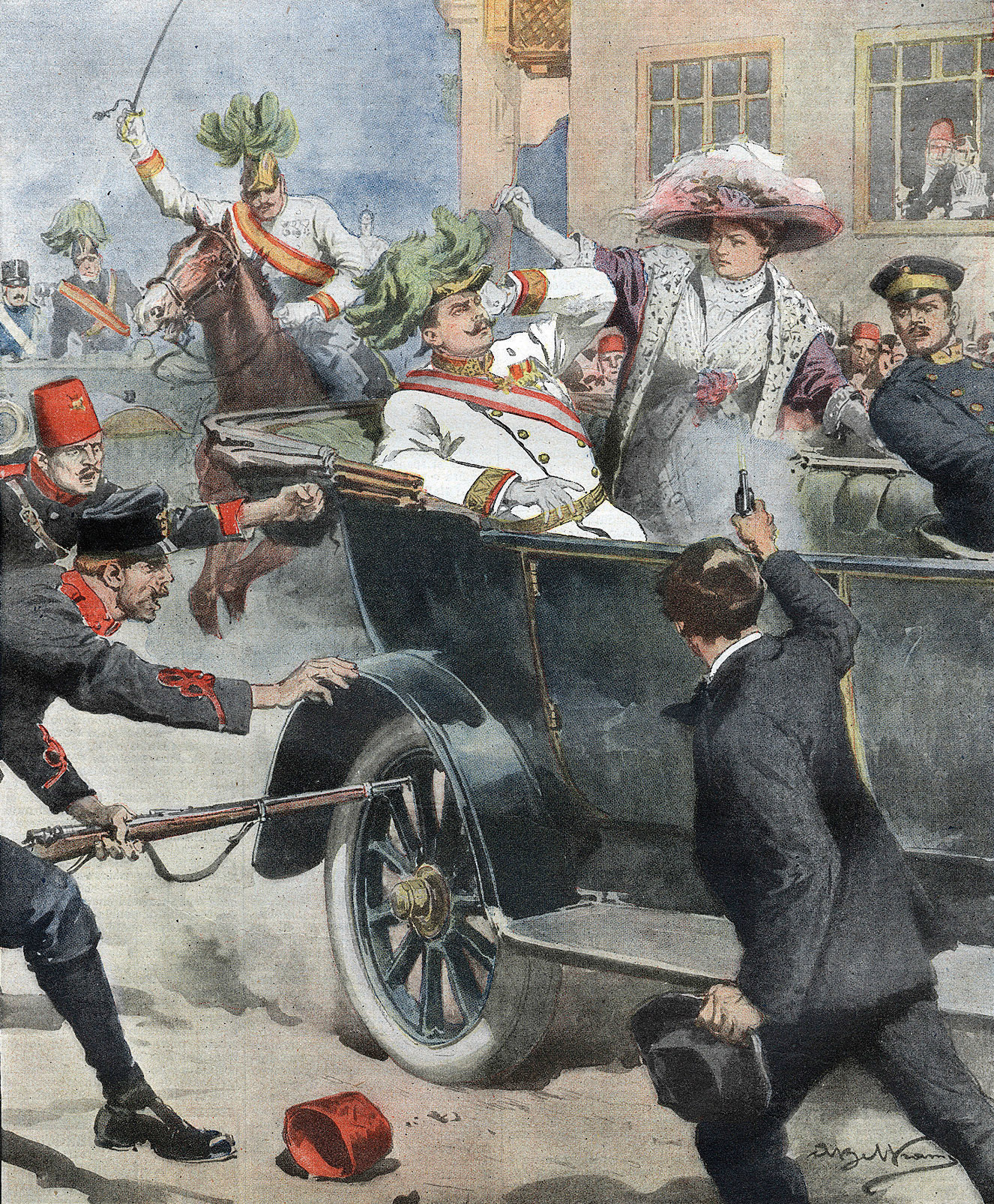
Gavrilo Princip erschießt das Erzherzogpaar. (Nachempfundene Illustration von Achille Beltrame)

Der Thronfolger Österreich-Ungarns Erzherzog Franz Ferdinand (1863–1914) und seine Gemahlin Sophie Chotek, Herzogin von Hohenberg (1868–1914) wurden am 28. Juni 1914 bei ihrem Besuch in Sarajevo von Gavrilo Princip, einem Mitglied der serbisch-nationalistischen Bewegung Mlada Bosna, ermordet. Diese Tat führte schließlich zum Ausbruch des Ersten Weltkriegs.
Princip schluckte zwar sofort Zyankali, erbrach es aber und wollte sich erschießen. Die wütende Menge riss ihm jedoch die Pistole aus der Hand und wollte ihn lynchen. Der Attentäter wurde dann von Gendarmen verhaftet und abgeführt. Sophie, die im Unterleib getroffen war, verblutete innerlich innerhalb kürzester Zeit noch im Wagen. Ersthelfer bemühten sich in der Zwischenzeit, das Leben des Thronfolgers zu retten. Es gelang jedoch nicht, den Blutstrom zu stillen. Franz Ferdinand erlag seinen Verletzungen ebenfalls. Princip bekundete später, dass er Sophie gar nicht habe treffen wollen.

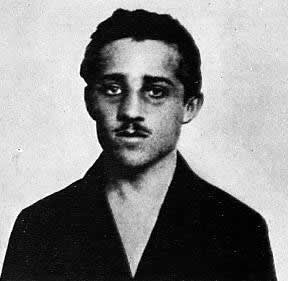
Princip während seiner Haftzeit

Gavrilo Princip (1894–1918) war ein bosnisch-serbischer nationalistischer Attentäter. In Jugoslawien und Serbien galt bzw. gilt er teils noch als Volksheld. Er war eines von neun Kindern eines Postmitarbeiters. Der Staatsanwalt forderte zwar die Todesstrafe für Principes Mordtat, verurteilt wurde er jedoch zu 20 Jahren schwerer Zwangsarbeit in der Kleinen Festung Theresienstadt. Dort wurde er in einer sehr engen, feuchten und dunklen Zelle gehalten, war anfangs sogar ständig angekettet und durfte keinen Besuch empfangen. Die Haftbedingungen setzten seiner Gesundheit schwer zu, er versuchte mehr als einmal, sich umzubringen. Ein Arm musste ihm amputiert werden. Am 28. April 1918 verstarb er im Gefängnislazarett an den Folgen einer Tuberkulose. Er wurde anonym in Theresienstadt bestattet.

## Veröffentlichung
Der Film hatte unter dem Originaltitel Atentat u Sarajevu am 31. Oktober 1975 Premiere in Jugoslawien. Am 1. Juli 1976 wurde er in der Tschechoslowakei veröffentlicht und am 23. Dezember 1976 in der Bundesrepublik Deutschland.
In New York war der Film erstmals am 23. Januar 1977 zu sehen, in Polen am 26. November 1977, in der Deutschen Demokratischen Republik am 13. Januar 1978, in Kolumbien am 18. Mai 1978 und in Ungarn am 5. Oktober 1978.
Zwei Jahre nach der Kino-Premiere wurde der Film auf Československá televize im tschechoslowakischen Fernsehen ausgestrahlt. Am 10. Februar 1980 wurde er unter dem Titel Das Attentat von Sarajevo erstmals im Fernsehen der DDR gezeigt. Die 129 Minuten lange Erstausstrahlung erfolgte in zwei Teilen. In der Tschechischen Republik hatte er im Oktober 2007 DVD-Premiere. Am 23. Oktober 2014 wurde der Film auf dem Film Festival von Zagreb vorgestellt.
Veröffentlicht wurde der Film zudem in Chile, Spanien, Frankreich, Griechenland, Italien, Portugal, Serbien und in Venezuela. Die internationalen Titel lauten: The Assassination at Sarajevo respektive The Day That Shook the World.

## Kritik
AH Weiler von der New York Times meinte, trotz eines tollen Titels sei der Film eher kurios als explosiv. Die fragmentierte Wiederbelebung der Vergangenheit entwickle sich weitgehend als malerisches Abenteuer und nicht als mutige, überzeugende Geschichte, auch wenn sie an authentischen Schauplätzen entstanden sei. Der Zusammenschnitt sei verwirrend sowohl im Hinblick auf Franz Ferdinand und seine Gattin Sophie, als auch im Hinblick auf die Verschwörer sowie die auf den Nägeln brennenden nationalistischen Probleme und die königlichen Machenschaften, was letztendlich zu diesem schicksalhaften Tag geführt habe. So werde der Hass auf bosnische, serbische, muslimische und andere Nationalitäten durch die Habsburger Dominanz nur angedeutet, ebenso wie die Beweggründe der scheinbar gebildeten meist jugendlichen Studenten-Verschwörer. Die Fotos des Erzherzogpaares zeigten ein ziemliches reifes Paar, Christopher Plummer und Florinda Bolkan hingegen präsentierten ein auffallend fotogenes königliches Paar, das liebevoll miteinander umgehe. Maximilian Schell gebe seiner Rolle des gefolterten unglückseligen bärtigen Revolutionärs eine bedrückende Entschlossenheit. Irfan Mensur spiele Gavrilo Princip, der die tödlichen Schüsse abfeuerte, als gehemmten Typen. Kameramann Jan Čuřík fange unglücklicherweise den Charme einer operettenartigen Landschaft ein mit Oldtimern, farbenfrohen Uniformen und Scheinkämpfen, die spielerisch Soldaten im Manöver präsentierten.
Auf der Seite Angelfire – Sgt. Slaughter goes to War wird der Film als laut und ausgelassen, aber überraschend langweilig und flach apostrophiert. Selbst einige großartige Schauspieler könnten daran nichts ändern. Aufregend und einnehmend seien die letzten zehn Minuten des Films, die einen bittersüßen Höhepunkt zeigten mit einem aber traurigen Ergebnis. Aber auch die dramatische Wirkung dieser Szenen werde dadurch gemindert, dass zuvor nur eine mangelnde Charakterentwicklung stattgefunden habe. Zwar sei dies ein historisch korrekter Film, dem man aber keine kreativen Freiheiten eingeräumt habe, sodass die Spannung auf der Strecke bleibe. Es sei zwar ein wohlmeinender Film, der sich jedoch selbst zu wichtig nehme, und es nicht schaffe, das Publikum in seine Geschichte hineinzuziehen.
Das Lexikon des internationalen Films schrieb, es handle sich um einen „die Ereignisse handwerklich solide aufbereiten[den] Spielfilm mit melodramatischen Akzenten, dem es indes nicht geling[e], die historische Bedeutung des Geschehens einsichtig zu machen.“

## Auszeichnungen
- 1976: Auszeichnung für Veljko Bulajić beim San Sebastián International Film Festival, bei dem er eine besondere Erwähnung fand.
- 1976: Jugoslawischer Beitrag für einen Oscar in der Kategorie „Bester nicht englischsprachiger Film“ ohne in die Endauswahl zu kommen.